# Kid Millions
Pour plus de détails, voir Fiche technique et Distribution.
Kid Millions est un film américain en noir et blanc réalisé par Roy Del Ruth, sorti en 1934. C'est un grand succès au box-office.
Le spectacle final (« Ice Cream Fantasy ») est filmé en couleur Technicolor trichrome, soit l'une des premières utilisations de ce procédé dans un long métrage. 

## Synopsis
New York, 1934. Eddie Wilson Jr. a hérité de son père archéologue d'une immense fortune. Pour prétendre aux 77 millions de dollars, il est contraint de se rendre en Égypte.

## Fiche technique
- Titre original : Kid Millions
- Réalisation : Roy Del Ruth
- Scénario : Nunnally Johnson, Nat Perrin (en)
- Photographie : Ray June
- Montage : Stuart Heisler
- Musique : Alfred Newman
- Costumes : Omar Kiam
- Producteur : Samuel Goldwyn
- Société de production : Samuel Goldwyn Productions
- Société de distribution : United Artists
- Pays de production :  États-Unis
- Langue originale : anglais américain
- Format : noir et blanc ; scène finale en couleur Technicolor (procédé) — 35 mm — 1,37:1 — son : mono (Western Electric Wide Range Noiseless Recording)
- Genre : comédie romantique, film musical
- Durée : 90 minutes
- Dates de sortie :
  - États-Unis : 10 novembre 1934
  - France : 6 janvier 1935

## Distribution
- Eddie Cantor : Eddie Wilson Jr., le fils du défunt professeur Edward Wilson et désormais héritier de 77 millions de dollars.
- Ann Sothern : Joan Larabee, la nièce du colonel Larrabee, amoureuse de Jerry Lane.
- Ethel Merman : Dot Clark, la chanteuse de jazz et escroc, tente de mettre la main sur les 77 millions de dollars.
- George Murphy : Jerry Lane, assistant du défunt professeur Edward Wilson, se lie d'amitié avec Eddie Wilson Jr. ; est amoureux de Joan Larrabee.
- Berton Churchill : le colonel Harrison Larabee, oncle de Joan Larrabee, gentleman du Sud de la Virginie qui a financé une des expéditions du professeur Wilson.
- Warren Hymer : Louie the Lug, obscur et ingénieux gangster, petit ami et manager de Dot Clark qui voyage avec elle pour obtenir la fortune Wilson.
- Paul Harvey : Cheikh Mulhulla, cheikh égyptien dont la fille, la princesse Fanya ; tombe amoureuse d'Eddie Wilson.
- Jesse Block (en) : Ben Ali, le fiancé jaloux de la princesse Fanya qui croit qu'Eddie veut lui prendre Fanya.
- Eve Sully (en) : la princesse Fanya, fille du loufoque cheikh qui tombe amoureuse d'Eddie après qu'il l'a sauvée d'un petit chien.
- Otto Hoffman : Khoot, le chef conseiller du Cheikh Mulhulla
- Stanley Fields : Oscar, l'un des demi-frères d'Eddie.
- Edgar Kennedy : Herman, l'un des demi-frères d'Eddie.
- John Kelly : Adolph, l'un des demi-frères d'Eddie.
- Jack Kennedy (en) : Pop Wilson, le père adoptif d'Eddie et ancien docker qui vit avec ses trois fils.
- Doris Davenport : Nora alias « Toots », la petite amie d'Eddie qui rêve de l'épouser quand il aura récupéré l'argent de l'héritage.
- Ivan Linow : un guerrier
- Nicholas Brothers : un duo de danseurs de claquettes.
- Les danseuses Goldwyn Girls (en) sont : Lucille Ball, Paulette Goddard, Lynne Carver et Barbara Pepper.